# Balgheim (Möttingen)

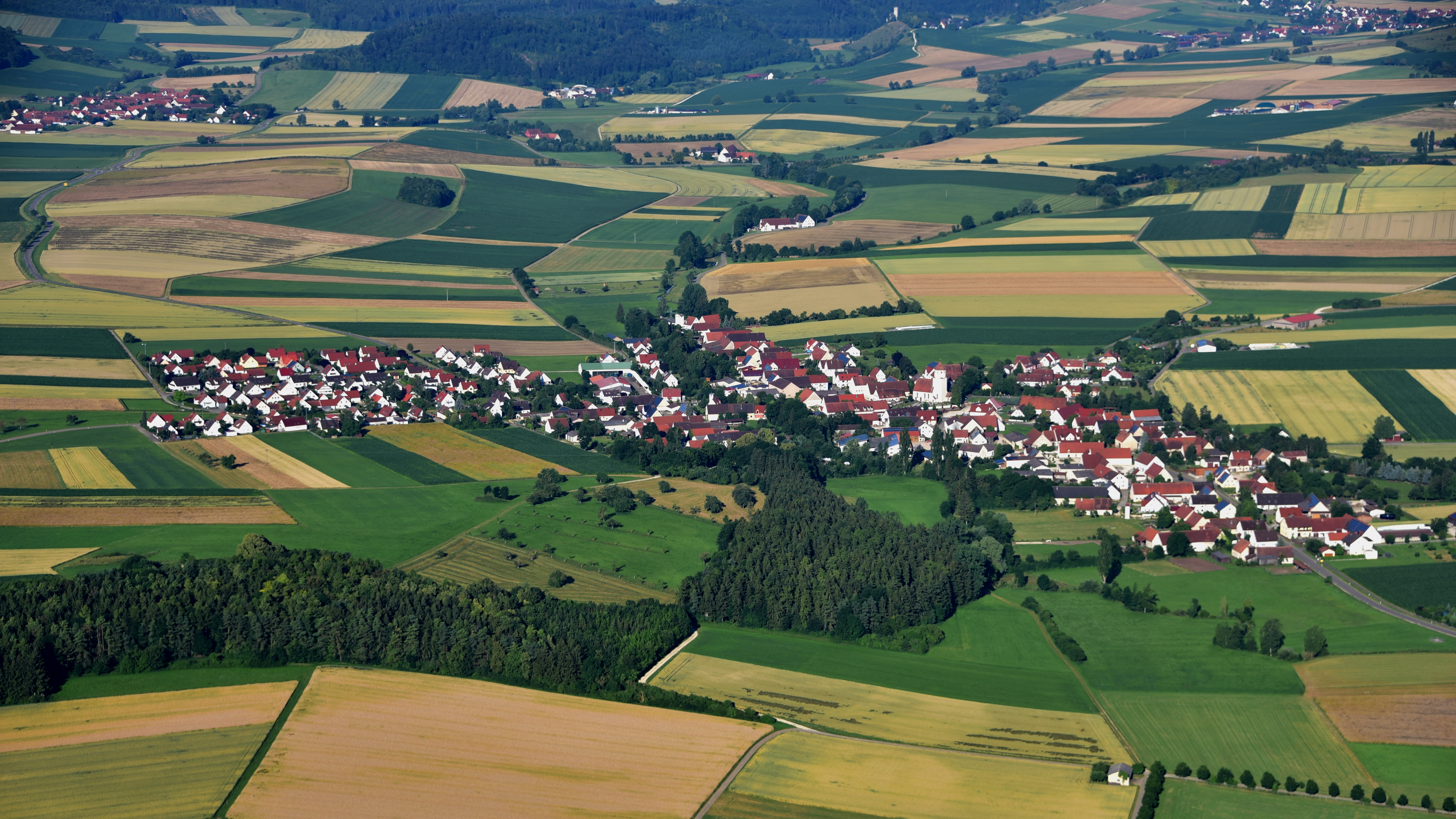
Balgheim (Möttingen), Luftaufnahme (2016)

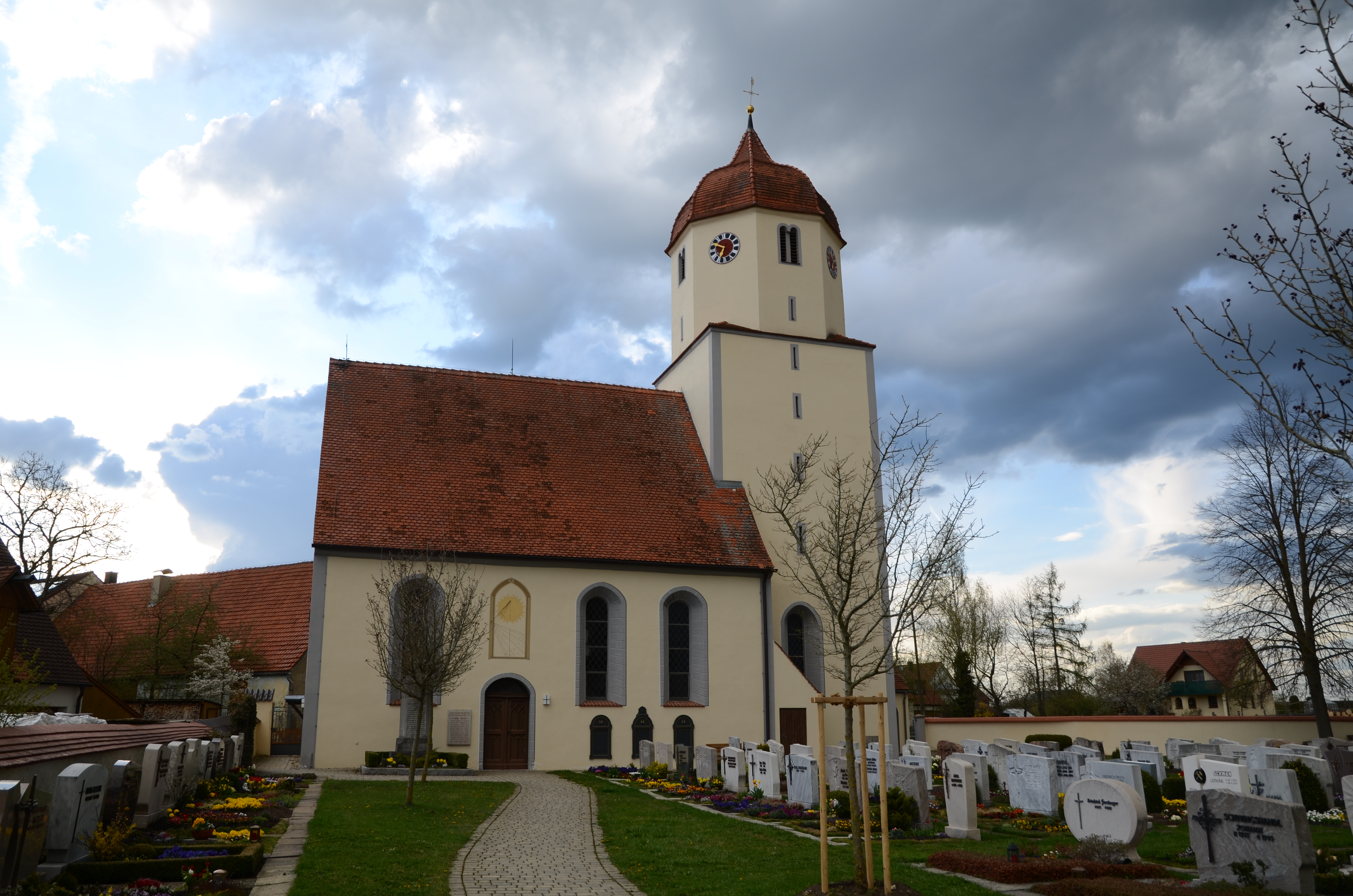
Kirche St. Ägidius

Balgheim ist ein Gemeindeteil der Gemeinde Möttingen im Landkreis Donau-Ries (Schwaben, Bayern).

## Geographie
Das Pfarrdorf Balgheim liegt im Nördlinger Ries, rund drei Kilometer westlich von Möttingen und sieben Kilometer südöstlich von Nördlingen. Der Forellenbach fließt durch den Ort.

## Geschichte
Die erstmalige Erwähnung des Ortes war im Jahre 1147 durch den Ministerialen des Bischofs von Bamberg, Konrad von Balgheim. Das Pfarrdorf stand im Mittelalter unter der Hoheit des Grafen von Oettingen, trotzdem unterstanden viele Güter anderen Grundherrschaften. Um das Jahr 1760 waren es noch sechs. Von den damals insgesamt 88 Anwesen gehörten 44 zum Oberamt Alerheim, 27 dem Deutschritterorden, acht dem Kloster Zimmern, fünf nach Nördlingen. Im südlichen Gemarkungsgebiet, Richtung Merzingen befand sich der Ortsteil Lambertshofen, der in Urkunden des 13. Jahrhunderts erwähnt ist und später wüst wurde.

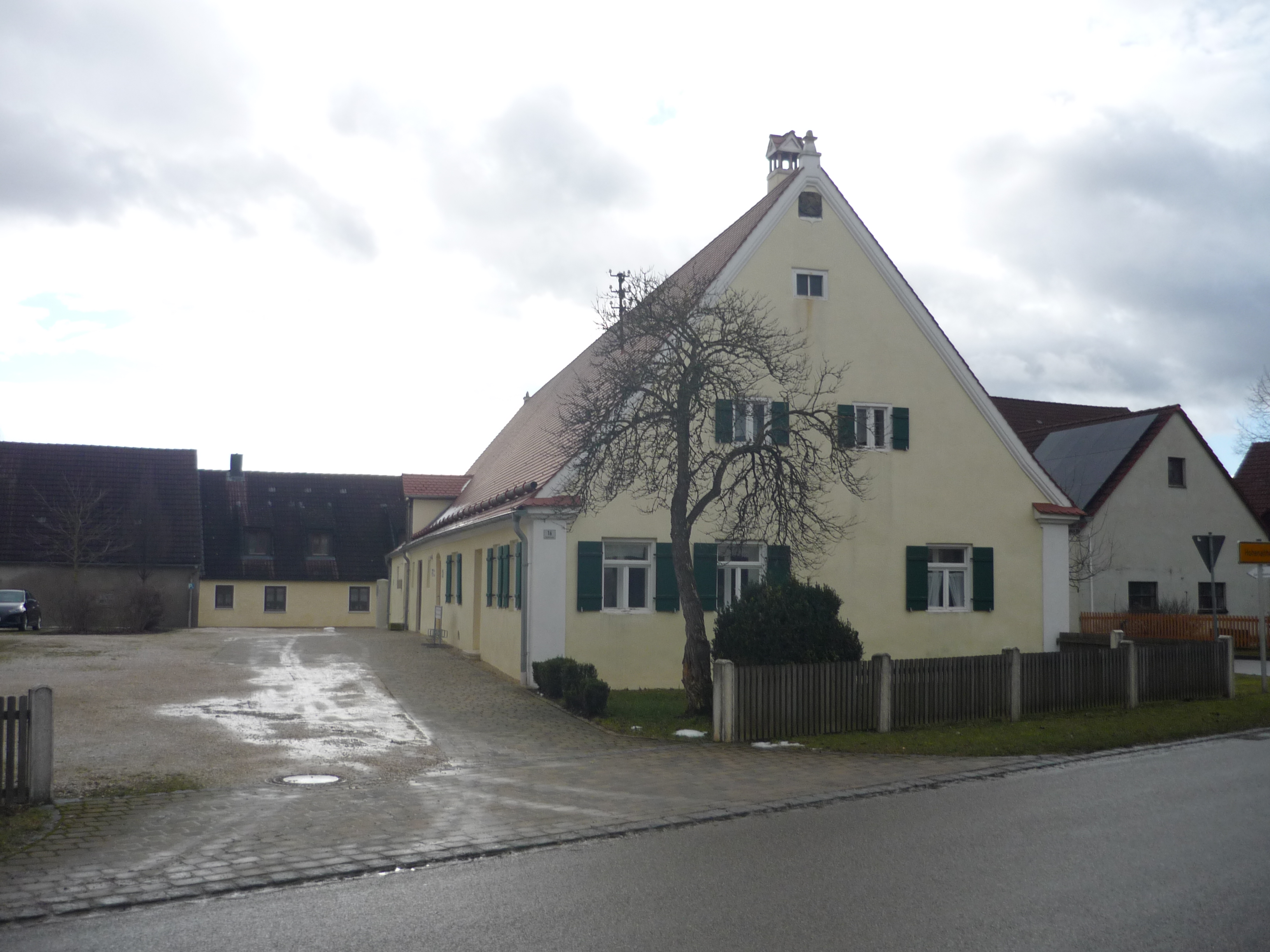
Denkmalgeschütztes Rieser Bauernhaus Vogelbauer-Hof

Seit 2008 wird von der Dorfgemeinschaft der Vogelbauernhof, ein unter Denkmalschutz stehendes Bauernanwesen, renoviert und zu einem Gemeindezentrum umgebaut. Das Wohnhaus des Vogelbauern stammt vom Beginn des 17. Jahrhunderts. Eine Tontafel mit Jahreszahl und dem Nördlinger Reichsadler verweist auf die ehemalige Zugehörigkeit dieses Hofes zur Stipendiatenstiftung Nördlingen.
Am 1. Mai 1978 wurde die bis dahin selbstständige Gemeinde, zu der außer dem Hauptort die Betzenmühle und die Donismühle gehörten, in die Gemeinde Möttingen eingegliedert.

## Wappen
Die Beschreibung des Wappens der ehemaligen Gemeinde Balgheim lautet: In Blau ein zweigeschossiger silberner Zinnenturm mit goldenem Fähnchen, anschließend ein rundbogiges silbernes Mauerstück.

## Verkehr
Die Kreisstraße DON 7 führt zur nördlich verlaufenden Bundesstraße 25 und damit nach Nördlingen, die DON 11 nach Möttingen.

## Söhne und Töchter des Dorfes
- Karl Heinrich Ritter von Lang (1764–1835), deutscher Historiker und Publizist
- Ernst Wüst (1875–1959), Klassischer Philologe, Gymnasiallehrer und Oberschulrat
- Hermann Ranke (1878–1953), deutscher Ägyptologe